# أوستن أوبراين
أوستن أوبراين (بالإنجليزية: Austin O'Brien)‏ (مواليد 11 مايو 1981 في أوريغون، الولايات المتحدة)، هو ممثل ومصور أمريكي، بدأ مسيرته الفنية بالتمثيل في عمر 10 سنوات. اشتُهر بدور الطفل داني ماديجان في فيلم لاست أكشن هيرو مع الممثل أرنولد شوارزنيجر.

## الأعمال
- لاست أكشن هيرو (1993)
- فتاتي 2 (فيلم) (1994)
- أبوللو 13 (1995)
- مسلسل إي آر (1995)
- مسلسل بونز (2005)

## وصلات خارجية
- أوستن أوبراين على موقع IMDb (الإنجليزية)
- أوستن أوبراين على موقع ألو سيني (الفرنسية)
- أوستن أوبراين على موقع أول موفي (الإنجليزية)
- أوستن أوبراين على موقع قاعدة بيانات الأفلام السويدية (السويدية)
- أوستن أوبراين على موقع قاعدة بيانات الفيلم (الإنجليزية)
- أوستن أوبراين على موقع كينوبويسك (الروسية)